# Magyar Munkáspárt
A Magyar Munkáspárt (röviden Munkáspárt, előtte 1989-től 1993-ig Magyar Szocialista Munkáspárt, 1993-tól 2005-ig Munkáspárt, 2005-től 2013-ig Magyar Kommunista Munkáspárt) magyarországi, magát marxista–leninista pártnak definiáló politikai szervezet. 1989-ben a rendszerváltáskor átalakuló MSZMP-ből jött létre, annak örökösének, ideológiája továbbvivőjének tekinti magát. A 2010-es évekre a párt teljesen eljelentéktelenedett, támogatóit elvesztette. 2018-ban országosan mindössze 15 ezer szavazatot szerzett az országgyűlési választásokon. Politikája viszont egyre közeledett a kormánypártéhoz.

## Története

### A rendszerváltás után
1989-ben megtörtént a rendszerváltás. Az addig egyeduralkodó Magyar Szocialista Munkáspárt mellett megjelentek újabb társadalmi szervezetek és pártok. Az állampárton belül is a szakadás jelei mutatkoztak meg: voltak, akik a szociáldemokrácia útjára lépve akartak továbbhaladni, és voltak, akik a régi elvek mellett kiállva kívántak továbbra is politizálni az újonnan kialakuló többpártrendszerben. A kérdést végül az 1989. október 7-i kongresszuson (amely sorban a XIV. lenne, de nem viselt sorszámot, egyszerűen a Kongresszus '89 névre hallgatott) döntötték el, amikor is a párt két részre szakadt. A reformer rész kivált, és mint Magyar Szocialista Párt (MSZP) működött tovább, míg a marxista–leninista elvek követői maradtak az MSZMP berkein belül. A régi MSZMP jogutódja hivatalosan az újonnan létrejött MSZP lett, így annak vagyonát is az örökölte. A fő probléma az volt, hogy a jogutódlás folytán az MSZP-ben maradás egyetlen nyilatkozat folytán folyamatossá tette a párttagsági viszonyt, míg az MSZMP-nek gyakorlatilag a nulláról kellett kezdenie. Ráadásul a régi párttagság egy jelentős része a korábbi politikát életképesnek gondolta az MSZP berkein belül is. Néhány korábbi vezető: Grósz Károly, Berecz János, Ribánszki Róbert, és még sokan mások, azonban eldöntötték: új pártban viszik tovább a múlt örökségét.
Az újjászerveződött MSZMP december 17-én, több ezer résztvevővel megtartotta első (számozása az eszmei jogfolytonosság okán XIV.) kongresszusát, melyet Marosán György nyitott meg. Ekkor alakították át a struktúrát is: a párt alapjául immár az alapszervezetek számítottak, megreformálták a megyei és az országos szintű irányítási szerveket. A párt ekkor keletkezett önmeghatározása a következő:
„Az MSZMP marxista politikai párt, amely magáénak vallja a magyar nép haladó történelmi vívmányait, a magyar és a nemzetközi munkásmozgalom időtálló értékeit, a kommunista és a baloldali szociáldemokrata hagyományok folytatója. Része a nemzetközi munkásmozgalomnak, együttműködik a kommunista, baloldali szociáldemokrata és más haladó pártokkal. Képviseli a munkások, a szövetkezeti parasztság, a szellemi dolgozók, a saját munkájukból élő kistulajdonosok, a nyugdíjasok érdekeit. Tevékenységében tiszteletben tartja az Alkotmányt, a pártok működését szabályozó törvényt. Védi a dolgozóknak a szocializmus építésében elért eredményeit.”

Logó 1993-ig

Ugyanekkor választották a párt elnökéül Thürmer Gyulát. A párt székhelye ekkoriban a ferencvárosi Köztelek utcában volt.
Az 1990-es magyarországi országgyűlési választáson a párt 3,68%-ot ért el, a bejutási küszöb azonban 4% volt, így nem került be a Parlamentbe. 1990-ben rendezték meg az első Kádár-megemlékezést a Kerepesi temetőben, amelyet azóta minden évben megtartanak július első szombatján. Az első években a párt heves antikommunista támadások kereszttüzében állt, az 1992-ben megrendezett XV. Kongresszusukat a POFOSZ és az MDF aktivistái megkísérelték megakadályozni, sikertelenül. A Szovjetunióban 1991-ben bekövetkezett Janajev-féle puccsot Magyarországon is aggódva figyelték, Thürmer Gyula augusztus 20-i beszéde miatt a pártnak távoznia kellett székházából, és a józsefvárosi Baross utca 61. szám alá költözött. Ebben az időszakban részt vett a párt demonstrációkon is, többek között jelentős szerepet vállaltak a taxisblokád támogatásában.

### Munkáspártként
A párt 1993-ban vette fel a „Munkáspárt” nevet, ugyanebben az évben tiltott önkényuralmi jelképpé nyilvánították a sarló és kalapácsot és a vörös csillagot, ezért a párt logója is átalakult. A kilencvenes években a párt számos akciót szervezett, többek között a NATO-csatlakozás ellen (ekkor jelent meg Thürmer Gyula Nem kell NATO! című könyve), valamint a jugoszláviai NATO-beavatkozás ellen is többször demonstrált. Elveink és tetteink címmel időszakos folyóiratot indítottak, melyben elméleti írások mellett a fontosabb párthatározatok is helyet kaptak. 1999-ben megalakult a Baloldali Front, a párt ifjúsági szervezete, melynek pár éve már működött elődje, a MI(SZ). A 2000-es években újabb akciókra került sor, ezek közül kiemelendő a kórházprivatizáció elleni népszavazás kezdeményezése, valamint az egri kórházvédőkkel való szolidaritás. A 2005 decemberében megtartott csepeli XXI. Kongresszusán a párt felvette nevébe a kommunista szót, így lett Magyar Kommunista Munkáspárt.

### Magyar Kommunista Munkáspártként

Logó 2013-ig

2006-ban szakadás történt a pártban: miután Vajnai Attila és néhány követője a pártvezetéssel sorozatosan szembement, ezért kizárták őket a pártból. Válaszul megalapították a Magyarországi Munkáspárt 2006-ot, amelyhez csatlakozott a párttagok egy része is. A pártszakadás meggyengítette a Munkáspártot. Több helyen egész alapszervezetek szűntek meg vagy léptek át a 2006-os pártba, ezért a választásokon a listaállításnál hatalmas nehézségekkel nézett szembe a párt. Mindössze 51 jelöltet tudtak állítani, s a választásokon nem érték el az állami támogatáshoz szükséges 1%-ot sem. Átmeneti válság uralkodott el, ideiglenesen még a párt hetilapja, A Szabadság újság is megszűnt és az internetre költözött.
A kudarcos szereplés után új irányvonal jelent meg: az önfenntartás politikája. A párt – Magyarországon egyedülálló módon – kizárólag tagjainak és szimpatizánsainak adományaiból tartja fenn magát. Ebben segít többek között az Ezresek Klubja (havonta 1000 Ft felajánlás a párt részére) és az újra megjelentetett Szabadság újságból befolyt bevétel. A párt ifjúsági szervezetében is irányváltás történt: a Baloldali Front immár kevésbé koncentrál a nemzetközi helyzetre, helyette Magyarország belpolitikai helyzetét illeti kritikus szavakkal. Az őszödi beszéd kiszivárogtatása óta a Munkáspárt feltétlen és erős kritikával illette az MSZP-SZDSZ kormányt. Ennek keretében a XXII. Kongresszuson elfogadott irányelveket a gyakorlatban alkalmazva új, nemzeti hangvételű programmal álltak elő, kínai mintára, a nemzeti történelem egységes egészként való felfogását alapul véve. Emiatt sok vád érte a pártot, hogy a Fidesszel együtt megy. Ezzel kapcsolatban Thürmer Gyula azt nyilatkozta: „Gyerekkoromban bicikliztünk és beálltunk a busz mögé. A busz húzott magával, gyorsabban mentünk, mintha egyedül mentünk volna. De oda kellett figyelni. Ha fékezett a busz vagy elfordult, és te nem vetted időben észre, te húztad a rövidebbet. Mi megőrizzük a Munkáspárt önállóságát. Mi nem léptünk be sem az MSZP baloldali tagozatába, sem a Fidesz munkástagozatába. De támogatjuk a magyar polgárság és a magyar értelmiség harcát a külföldi és a hazai nagytőke uralma ellen, mindazért, amit mi is magyarnak érzünk, és magyarnak akarunk tudni a jövőben is.”

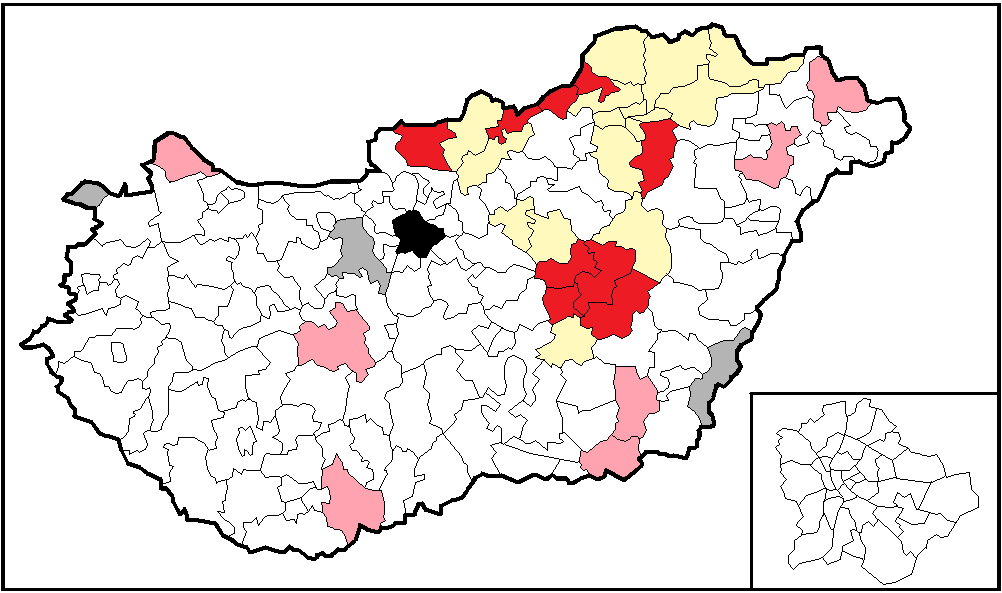
Egyéni jelöltek eloszlása 2010-ben

2008-tól kezdve a párt ismét erősödésnek indult: néhány régi alapszervezete újjáalakult, újak is létesültek, valamit az interneten is erősebben jelent meg, többek között a független, de cikkeivel a Munkáspárthoz erősen kötődő Kommunista.NET közreműködésével. Új akciók is indultak, többek között a tatabányai ivóvízkészlet megmentéséért, szolidaritás a sztrájkolókkal, valamint az Otthonvédők nevű civil szervezettel a bankok kilakoltatásai ellen. 2009-ben a párt, közvetlenül az európai parlamenti választások előtt (melyen 1%-ot szerzett) kilépett az Európai Baloldali Pártból, ideológiai összeférhetetlenség miatt. Azóta a nemzetközi szinten is erősnek mondható görög és portugál pártok vezetése alatt formálódó szövetség tagja.
A 2010-es választásokon 16 egyéni jelöltet állítottak. Ezen kívül összesen négy területi listát tudtak csak állítani, amely az előző évekhez képest nagyon kevés volt, ráadásul ez volt az első választás, amelyre országos listát sem sikerült állítaniuk. Többek között ennek és a magyarországi politikai helyzetnek is volt köszönhető a még a 2006-os választásoknál is gyengébb szereplés. A párt indult a 2010-es önkormányzati választásokon is.

### Magyar Munkáspártként
2013-ban egy törvénymódosítás következményeként a párt elhagyta a nevéből a „Kommunista” jelzőt, s így a 25. Kongresszustól kezdve Magyar Munkáspártnak hívják. A 2014-es országgyűlési választásokon ismét sikerült országos listát állítaniuk, s bár százalékosan csak 0,58%-ot értek el, arányaiban több szavazatot kaptak, és a parlamentbe be nem jutott pártok közül ők lettek a legerősebbek. Ennek ellenére a nem sokkal később megrendezett európai parlamenti választásokon nem indultak, szavazóikat pedig a választás bojkottjára szólították fel. Részt vettek ugyanakkor az önkormányzati választásokon, ahol egy polgármestert és két egyéni önkormányzati képviselőt adtak. 2015-ben elhagyták a Baross utcai székházat, helyette Újpestre, a Munkácsy utcába költöztek.

### Helyi szervezetei
- Munkáspárt Budapest
- Munkáspárt Ózd
- Munkáspárt Paks
- Munkáspárt Kalocsa

## Választási eredményei

### Országgyűlési választások
| Választás | Szavazatok száma (I. forduló) | Szavazatok aránya (I. forduló) | Szavazatok száma (II. forduló) | Szavazatok aránya (II. forduló) | Mandátumok száma | Mandátumok aránya | Parlamenti szerepe |
| --------- | ----------------------------- | ------------------------------ | ------------------------------ | ------------------------------- | ---------------- | ----------------- | ------------------ |
| 1990-es   | 180 889                       | 3,68%                          | 8 640                          | 0,25%                           | 0 / 386          | —                 | nem jutott be      |
| 1994-es   | 172 117                       | 3,19%                          | 6 268                          | 0,15%                           | 0 / 386          | —                 | nem jutott be      |
| 1998-as   | 183 064                       | 4,08%                          | 10 861                         | 2,25%                           | 0 / 386          | —                 | nem jutott be      |
| 2002-es   | 121 503                       | 2,16%                          | —                              | —                               | 0 / 386          | —                 | nem jutott be      |
| 2006-os   | 21 955                        | 0,41%                          | —                              | —                               | 0 / 386          | —                 | nem jutott be      |
| 2010-es   | 5 606                         | 0,11%                          | —                              | —                               | 0 / 386          | —                 | nem jutott be      |
| 2014-es   | 28 323                        | 0,56%                          | —                              | —                               | 0 / 199          | —                 | nem jutott be      |
| 2018-as   | 15 640                        | 0,27%                          | —                              | —                               | 0 / 199          | —                 | nem jutott be      |
| 2022-es   | —                             | —                              | —                              | —                               | 0 / 199          | —                 | nem indult         |

### Európai parlamenti választások
| Választások | Szavazatok száma | Szavazatok aránya | Mandátumok száma | Európai parlamenti csoport | Európai parlamenti alcsoport |
| ----------- | ---------------- | ----------------- | ---------------- | -------------------------- | ---------------------------- |
| 2004-es     | 56 221           | 1,83%             | nem jutott be    | —                          | —                            |
| 2009-es     | 27 829           | 0,96%             | nem jutott be    | —                          | —                            |
| 2014-es     | —                | —                 | nem indult       | —                          | —                            |
| 2019-es     | 14 452           | 0,42%             | nem jutott be    | —                          | —                            |
| 2024-es     | —                | —                 | nem indult       | —                          | —                            |

1990–1993 között Magyar Szocialista Munkáspárt, 1993 és 2005 között Munkáspárt, 2005-2013 között Magyar Kommunista Munkáspárt, 2013-tól pedig Magyar Munkáspárt néven szerepelt hivatalosan (rövid megnevezése azonban mindvégig Munkáspárt maradt).

### Magyar Munkáspártos polgármesterrel rendelkező települések
- Borsodbóta - Gulyás János (2019-)[17]

### Egyéni listás képviselők
- Gál Ferenc:[17] Pusztaföldvár
- Juhász Gáborné:[17] Drégelypalánk
- Zahorecz Jánosné:[17] Pitvaros

## Pártszervezet
A Munkáspárt alapvető szervezeti egysége a pártszervezet, melyet településenként illetve fővárosi kerületenként lehet alapítani. Egy pártszervezet létrejöttéhez minimum három fő szükséges. Vezetője a megválasztott elnök, illetve a maximum öttagú elnökség, legfőbb döntéshozó fóruma pedig a taggyűlés. Évente legalább egyszer kötelező beszámoló taggyűlést tartani.
Azokban a városokban, vagy fővárosi kerületekben, ahol a párttagság létszáma vagy egyéb körülmények indokolttá teszik, alapszervezetek hozhatóak létre, a Központi Bizottság engedélyével. Ezek élén legfeljebb öttagú vezetőség állhat, melynek első számú vezetője az elnök. A városi elnökök vezetésével érvényesül a párt politikája az adott településen, ők koordinálják a választások alkalmával a jelöltállítást és a kampányt. Az alapszervezet méreteiből adódóan időközönként kibővített elnökségi ülést hívhat össze, a pártmunka összehangolása céljából.
A Központi Bizottság jóváhagyásával egy-egy megye területén belül területi elnökségek hozhatóak létre. Ezek azonban nem bírnak irányító szereppel, feladatuk kimerül a nagyszámú pártszervezet tájékoztatásában az adott területen.
A párt középszintű irányító szervei a megyei (illetve fővárosi) elnökségek. Adott esetben több megye területére kiterjedően, regionális elnökség is létrehozható, ha ezt a létszám indokolja. Az elnökség létszáma 5 és 9 fő közötti lehet. Vezetője a megyei (fővárosi) elnök. Személyére a tagság küldöttgyűlése az országos Elnökség jóváhagyása mellett tehet javaslatot. Az elnökséget a megválasztott elnök kéri fel. A megyei elnökség az alapszervezetet hasonló feladatokat lát el, értelemszerűen a megye területére koncentrálva. Legszélesebb választó fóruma az össztagsági értekezlet, melyet legalább kétévente össze kell hívni. A megyei elnökségek mellett Pénzügyi Ellenőrző Bizottság is működik (országos szinten is!).
Országos szinten a tagság által alkotott legdemokratikusabb fórumok az aktívaértekezletek (melyeket jellemzően nagy horderejű kérdések megtárgyalása esetén hívnak össze), valamint a kongresszusok (melyeken a párt politikáját és a pártvezetés tagjait fogadják el). A kongresszuson az össztagsági értekezlet által delegált tagok vehetnek részt, taglétszámarányosan.
Két kongresszus között a párt országos politikáját és a fontos döntéseket a Központi Bizottság hozza meg. Létszáma 20 és 30 fő közötti, és a kongresszuson választják. Az Elnökség tagjai a KB tagjai is. Két kongresszus között lehetőség van új tagok kooptálására vagy tagok felmentésére is. Legalább kéthavonta ülésezik.
A Központi Bizottság két ülése között az Elnökség irányítja a párt tevékenységét. Tagjai: a párt elnöke, két alelnök, valamint elnökségi tagok, de legfeljebb 9 fő. Elnököt a kongresszus, alelnököt és elnökségi tagot a Központi Bizottság választ, azzal, hogy az elnökségi tagok személyére az elnök is tehet javaslatot. Az Elnökség előkészíti a Központi Bizottság üléseit és szervezi a Központi Bizottság határozatainak végrehajtását, állást foglal időszerű politikai kérdésekben, irányítja a párt lapjának működését, az országgyűlési választások alkalmával javaslatot tesz a Központi Bizottságnak a párt megyei, területi listáira, az országos lista összetételére, valamint az országgyűlési választások alkalmából dönt az egyéni választókerületben indulók személyéről minden olyan esetben, amikor a megyei (budapesti) elnökség nem tud vagy nem akar jelöltet állítani. Az Elnökség hetente ülésezik, és rendszeresen köteles beszámolni a Központi Bizottságnak.
A pártfegyelem megsértése esetén a Központi Pártetikai Bizottság jogosult eljárni. Egy elnökből és 4 másik tagból áll. Döntése ellen a felsőbb pártszervekhez, illetve a kongresszushoz lehet fellebbezni.

## Kongresszusok
A Munkáspárt az MSZMP szellemi jogutódjaként deklarálta magát, ennek köszönhetően az 1945 óta tartó kongresszusok számozását is megtartotta. Kongresszust többnyire a választások után, illetve a párt életét érintő fontosabb események kapcsán tartanak; az Országos Vezetőség tagjait a Kongresszus választja meg, vagy menti fel.
| Kongresszus | Dátum                              | Fontosabb események |
| ----------- | ---------------------------------- | --- |
| XIV.        | 1989. december 17.                 | A párt újjáalakulása az ismételten megtartott kongresszuson. |
| XV.         | 1991. október 5.                   | Döntenek a névváltoztatásról: MSZMP helyett Munkáspárt |
| XVI.        | 1994                               | Pártmodernizálás, új jelszavak: "Ma a bal a jobb" |
| XVII.       | 1998                               | |
| XVIII.      | 1999                               | Megalakul a Baloldali Front, amelyet 2004-ben átneveztek Baloldali Front – Kommunista Ifjúsági Szövetségre |
| XIX.        | 2001. május 26-27.                 | Utoljára esik szó az MSZP-vel való együttműködésről |
| XX.         | 2002. december 14.                 | A demokratikus centralizmus elismerése a párton belül |
| XXI.        | 2005. június 4. 2005. december 17. | Vajnai Attila és Fratanolo János vezetésével kiválik a Magyarországi Munkáspárt 2006 A párt neve Munkáspártról Magyar Kommunista Munkáspártra változik. A kongresszust egy bírósági határozat alapján meg kellett ismételni, ezért szerepel két időpont. |
| 22.         | 2006. november 4.                  | Az első kongresszus, ahol már nemcsak küldöttek, hanem bármelyik párttag részt vehet. |
| 23.         | 2010. december 11. 2011. május 14. | Új pártprogram, határozat a lehetőségek (különösen az internet) jobb kihasználásáról |
| 24.         | 2012. május 26.                    | Megemlékezés Kádár János születésének 100. évfordulójáról, új pártprogram, új pártlogó. |
| 25.         | 2013. május 11.                    | Névváltoztatás Magyar Munkáspártra. |
| 26.         | 2015. március 28.                  | Pártelnököt szavaztak, amit újra Thürmer Gyula nyert. |
| 27.         | 2018. december 8.                  | A Kongresszus új, 25 fős Központi Bizottságot választott. |
| 28.         | 2022. november 19.                 | Döntenek a párt feladatairól, küzdenek a háború és az infláció ellen. |

## Párthagyományok
A Munkáspárt, felvállalt múltjából adódóan, számos olyan belső ünneppel rendelkezik, amelyről illendően megemlékezik. Ezek a következők: március 8. (nemzetközi nőnap), március 21. (Tanácsköztársaság emléknap), április 4. (felszabadulási emléknap), május 1. (a munka ünnepe), május első vasárnapja (anyák napja), július első szombatja (megemlékezés Kádár János halálára), augusztus 20. (az új kenyér és István király ünnepe), november 7. (az októberi szocialista forradalom évfordulója), december 17. (a Munkáspárt születésnapja). Ezek közül van, amelyiken nagyobb rendezvényt tartanak, de van, amelyikről csak pár szóban emlékeznek meg.
A Munkáspártban 2007 óta létezik egyfajta hivatalos viselet, melyet a párttagok és szimpatizánsok rendezvényeken, illetve TV-szereplések alkalmával viselnek. Ez a vörös ing, fekete ünneplő nadrággal illetve szoknyával. A Baloldali Front esetében ez kiegészülhet egy svájcisapkával, melynek színe szintén vörös, az alján egy körbefutó fekete csíkkal, s a sapkára a szervezet logója van felvarrva.

## A párt és a Fidesz
A párt az évek során gyakorlatilag elvesztette támogatóit, ezzel párhuzamosan viszont közeledett a Fideszhez. A 2018-as országgyűlési választáson a párt a szavazatok mindössze 0,2 százalékát szerezte meg. Országosan ez csupán körülbelül 15 ezer veterán voksát jelentette. Thürmer Gyula ennek ellenére bejelentette indulását a főpolgármesteri posztért is, amit az elemzők a Fidesz közvetett támogatásaként értelmeztek.
A 2022-es választásokon a párt a kormánypárt programjához igen hasonló kampányt folytatott. A Fidesz nagyarányú győzelme után pedig Thürmer Gyula úgy nyilatkozott a Mandinernek, hogy a Fidesz megszolgálta ezt a győzelmet.